# 卡斯泰拉莱克图鲁瓦
卡斯泰拉莱克图鲁瓦（法語：Castéra-Lectourois，法語發音：[kasteʁa lɛktuʁwa]）是法国热尔省的一个市镇，位于该省北部，属于孔东区和热尔洛马涅市镇公共社区。

## 地理
卡斯泰拉-莱克图鲁瓦（43°58'32"N, 0°36'35"E）面积18.86 平方千米，位于法国奧克西塔尼大區热尔省，该省份为法国西南部内陆省份，北起顺时针与洛特-加龙省、塔恩-加龙省、上加龙省、上比利牛斯省、大西洋比利牛斯省和朗德省接壤。
与卡斯泰拉-莱克图鲁瓦接壤的市镇（或旧市镇、城区）包括：桑佩塞尔、莱克图尔、圣阿维弗朗达、圣马丹德戈伊讷、圣梅扎尔。
卡斯泰拉-莱克图鲁瓦的时区为UTC+01:00、UTC+02:00（夏令时）。

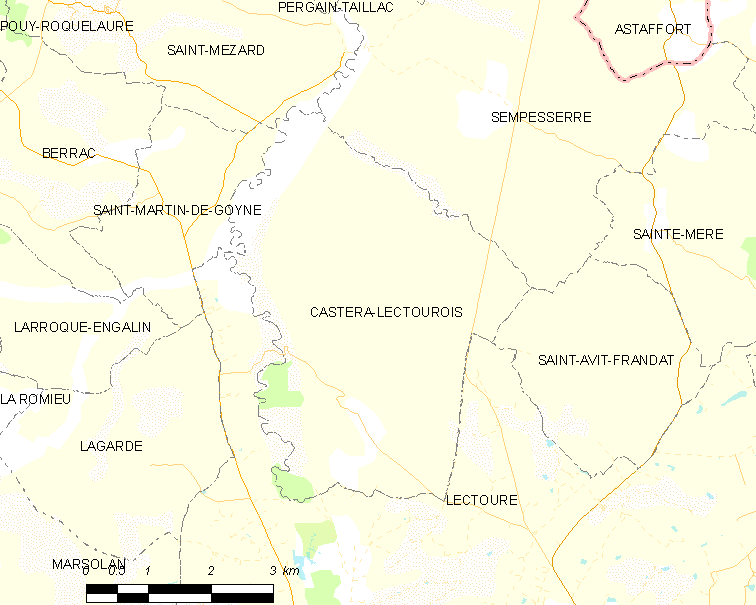
卡斯泰拉-莱克图鲁瓦的OSM定位图

## 行政
卡斯泰拉-莱克图鲁瓦的邮政编码为32700，INSEE市镇编码为32082。

## 政治
卡斯泰拉-莱克图鲁瓦所属的省级选区为莱克图尔-洛马涅县。

## 交通
热尔省省道D219线经过卡斯泰拉莱克图鲁瓦市中心，另有省道D248线从境内东北部过境。

## 人口

1962-2008年间卡斯泰拉-莱克图鲁瓦人口变化图示

卡斯泰拉-莱克图鲁瓦于2022年1月1日时的人口数量为337人。